# Minska polja u Hrvatskoj
Minska polja prekrivaju 71,3 km2 Hrvatske prema podacima iz 2024. godine. Minski sumnjiva područja prisutna su u 4 županije te 23 općine i grada. Procjenuje se da se na tim područjima nalazi približno 8800 nagaznih mina i neeksplodiranih eksplozivnih sredstva iz Domovinskoga rata. Nagazne mine uveliko su koristile sve zaraćene strane tijekom rata; sveukupno ih je postavljeno oko 1,5 milijuna. Njihova namjena je bila ojačati obrambene položaje kojima je nedostajalo dovoljno oružja ili ljudstva, no imale su ograničenu ulogu u borbama.    
Nakon rata, isprva se smatralo da je oko 13.000 km2 Hrvatske prekriveno minsko sumnjivim područjima, no ta je procjena kasnije smanjena na 1174 km2 nakon fizičkog pregleda. Programi razminiranja provode se u koordinaciji s vladinim tijelima, kao što je Hrvatski centar za razminiranje koji je zapošljavao privatne tvrtke specijaliziranje za razminiranje čiji je broj pirotehničara iznosio 632. Područja su označena s 12.358 znakova upozorenja.

## Pozadina
Godine 1990., nakon što je Hrvatska demokratska zajednica dobila parlamentarne izbore, došlo je do dizanja etničkih tenzija između Hrvata i Srba. Nakon parlamentarnih izbora, Jugoslavenska narodna armija zaplijenila je oružje Teritorijalne obrane Hrvatske kako bi smanjila mogući otpor. Dana 17. kolovoza tenzije su prerasle u Balvan-revoluciju. Jugoslavenska se narodna armija umiješala, onemogućivši intervenciju hrvatske policije. Središte revolucije bila su većinsko srpska područja Dalmatinske zagore, posebice oko Knina, Like, Korduna, Banovine i Istočne Hrvatske. Kasnije je od tih područja nastala Republika Srpska Krajina. Republika Srpska Krajina izjavila je svoje namjere o ujedinjenju sa Srbijom. Zbog toga je Vlada Republike Hrvatske smatrala Republiku Srpsku kao regiju koja se želi odcijepiti. Do ožujka 1991. godine, iz ovih sukoba nastao je Domovinski rat. U lipnju te godine Hrvatski sabor donio je Ustavnu odluku o suverenosti i samostalnosti Republike Hrvatske. Do siječnja 1992. godine, pod kontrolom Republike Srpske Krajine nalazilo se 17.028 km2 teritorija Republike Hrvatske. Taj se teritorij kretao u rasponu od 2,5 do 63,1 km u dubini te je imao granicu dugu 923 km s teritorijem koji se nalazio pod nazorom Republike Hrvatske.

## Upotreba tijekom rata
Mine je prve koristila Jugoslavenska narodna armija u ranoj 1991. godine, prije povlačenja iz Hrvatske, kako bi zaštitila svoje vojarne i druga postrojenja. Jugoslavenska narodna armija tako je zaštitila i svoja postrojenja u urbanim sredinama, služeći se minama kao što su PROM-1 (Protupješačka Rasprskavajuća Odskočna Mina) i MRUD (Mina Rasprskavajuća Usmjerenog Djelovanja). Oružane snage Republike Hrvatske i Hrvatska policija počeli su postavljati mine tijekom kasnog dijela 1991. godine, uvelike se oslanjajući na njih kako bi zaustavile napredovanje Jugoslavenske narodne armije i Srpske vojska Krajine do ranog dijela 1992. godine. Postavljanje tih prvih minskih polja slabo je dokumentirano. Godine 1992. Srpska vojska Krajine povećala je svoju upotrebu mina kako bi osigurala liniju bojišnice, uveliko zbog ograničenog broja vlastitih vojnika. Zbog toga je Srpska vojska Krajine izgradila statičke obrambene linije (koje su se sastojale od rovova, bunkera i velikog broja mina dizajniranih za obranu položaja na kojima je bilo malo vojnika) kako bi odgodile ofenzive Oružanih snaga Republike Hrvatske. Ovaj pristup bio je uvjetovan ograničenom dubinom teritorija Republike Srpske Krajine i nedostatak rezervnih vojnika s kojima bi se mogao izvršiti protunapad ili blokirati mjesta gdje je došlo do proboja obrambene linije, što je značilo da Srpska vojska Krajine nije mogla provesti taktiku dubinske obrane. Kombinacija slabe dokumentacije i nedostatka oznaka minskih polja (ili označivanjem preko žica) doveli su do čestog ozljeđivanja vojnog osoblja uzrokovanih vlastito postavljenim minama. Procjenjuje se da je tijekom postavljeno sveukupno 1,5 milijun mina.
Oružane snage Republike Hrvatske uspješno su koristile protutenkovske mine u kombinaciji s pješadijskim protutenkovskim oružjem, uništavajući ili onesposobljavajući više od 300 tenkova Jugoslavenske narodne armije, pogotovo tijekom obrambenih operacija u Slavoniji. Suprotno tome, protupješačke mine koje je postavila Srpska vojska Krajine, pokazale su se manje učinkovitim tijekom Operacija Bljesak i Oluja. Tijekom tih operacija, Oružane snage Republike Hrvatske prešle su (ili zaobišle) mnoga minska polja koja je postavila Srpska vojska Krajine na temelju podataka prikupljenim izviđajima kretnji ophodnja Srpske vojske Krajine preko kopnenog puta i preko bespilotnih letjelica, civilnog stanovništva i aktivacijama mina uzrokovanih kretnjama divljih životinja. Od 224 pripadnika Oružanih snaga Republike Hrvatske poginulih tijekom Operacija Bljesak i Oluja, samo 15 njih je poginulo od nagaznih mina. Slično tome, od 966 ozlijeđenih u navedenim operacijama samo ih je 92 dobilo ozljede od nagaznih mina.

## Žrtve
Prema stanju od 4. travnja 2013. godine, u Hrvatskoj je u 1352 incidenta od nagaznih mina poginulo 509 ljudi te je dodatnih 1468 ranjeno. U Hrvatskoj je bilo 557 civilnih žrtava od nagaznih mina između 1991. i 1995. godine, tijekom i neposredno nakon rata. Između 1996. i 1998. godine bilo je oko 100 civilnih žrtava godišnje od nagaznih mina, no taj se broj do 2010. godine smanjivao na manje od deset godišnje. Godine 1992. od mina je poginulo ili ozlijeđeno 57 pripadnika Oružanih snaga Republike Hrvatske. Godine 1995. od mina je poginulo ili ozlijeđeno 169 od 130.000 pripadnika Oružanih snaga Republike Hrvatske, od kojih je većina poginulo ili ozlijeđeno tijekom Operacija Bljesak i Oluja. Tijekom operacija razminiravanja koje su se odvijale između 1996. i 1998. godine, od nagaznih mina poginulo je 7 inženejra Oružanih snaga Republike Hrvatske, a 18 ih je ozlijeđeno. Civilne žrtve uključuju 60 pirotehničara poginulih nakon 1998. godine.
Hrvatska je uspostavila opširan sustav kojim pomaže osobama ozlijeđenih od mina i obiteljima žrtava mina. Ova pomoć uključuje hitnu i trajnu medicinsku njegu, fizičku rehabilitaciju, psihološku i socijalnu podršku, pomoć pri zapošljavanju i socijalnoj integraciji, osvješćivanju javnosti i pristupu javnim uslugama. institucije i organizacije oje podržavaju žrtve mina uključuju širok raspon vladinih tijela i nevladinih organizacija.

## Postojeća minska polja
Prema stanju iz listopada 2024. godine minska polja prekrivaju 71,3 km2 Hrvatske. Minski sumnjiva područja prisutna su u 4 županije te 23 općine i grada. Procjenuje se da se na tim područjima nalazi približno 8.800 nagaznih mina i neeksplodiranih eksplozivnih sredstva iz Domovinskoga rata. Područja prekrivena minama označena su s 12.358 znakova upozorenja. Pored toga, područja zagađena isključivo neeksplodiranim ubojnim sredstvima označena su s 409 oznaka opasnosti. Područja prekrivena minama u najvećem obujmu su šume zastupljene s 86,8 %, zatim poljoprivredna zemljišta s 12,9 % i ostala zemljišta s 0,3 %.

### Minski sumnjiva područja po županijama
Minski sumnjiva područja po županija na dan 1. siječnja 2024. godine.
| Županija             | Površina (km2) |
| -------------------- | -------------- |
| Karlovačka           | 14,4           |
| Ličko-senjska        | 59,3           |
| Splitsko-dalmatinska | 10,3           |
| Sisačko-moslavačka   | 8,0            |
| Ukupno               | 92,1           |

## Društveni i gospodarski utjecaj
Nagazne su mine sigurnosni problem za stanovništvo koji živi u blizini minskih polja. Prema procjeni iz 2008. godine, od minske opasnosti ugroženo je 921.253 stanovnika Hrvatske, odnosno 20,8 % ukupnog stanovništva Hrvatske. Nagazne mine značajan su problem za razvoj Hrvatske jer se veliki dio minskih polja nalazi na poljoprivrednom zemljištu i u šumama. Miniranost kanala za melioraciju i odvodnju i nemogućnost njihovog održavanja, uvjetuje zarašćivanje kanala, a posljedica je plavljenje oranica. Taj problem je najizraženiji na prostoru uz hrvatsko-mađarsku granicu. Uz kanale, dijelovi obala rijeka, Kupe u Karlovačkoj i Sisačko-moslavačkoj, Save u Brodsko-posavskoj i Vukovarsko-srijemskoj, te Drave u Osječko-baranjskoj županiji su nedostupni zbog minske zagađenosti i onemogućena je provedba zaštite od poplave. Prisutnost nagaznih mina negativno je utjecala na poslijeratni oporavak ruralnih područja smanjivši količinu dostupnog poljoprivrednog zemljišta, ometajući razvoj i utječući na kvalitetu života ljudi koji žive u blizini miniranih područja. Posljedice minskih područja osjećaju se u različitim granama gospodarstva, a ponajviše u poljoprivredi, šumarstvu i turizmu (pogotovo u unutrašnjosti gdje je prije značajan izvor prihoda bio lovni turizam. Godine 2012. procijenjeno je da Hrvatska gzbog minski sumnjivih područja odišnje gubi 355 milijuna kuna.
Zbog važne uloge turizma u hrvatskom gospodarstvu, dana je prednosti pri razminiranju područja koja često posjećuju turisti i njihovoj okolici. Ostala područja vezana sa sigurnošću koje su dobile prioritet pri razminiranju su škole, bolnice, dječja igrališta, naselja, sva poznata minska polja, turistički i gospodarski objekti. Poljoprivredna područja, infrastrukturalni objekti i šumska područja podijeljena su u tri prioretne kategorije ovisno o njihovom ekonomskom značaju. Od područja vezanih uz ekologiju glavni prioritet dan je nacionalnim parkovima, divljim odlagalištama otpada i područjima protupožarne zaštite, dok je manji prioritet dan dijelovima parkovima prirode i šumama s posebnom namjenom. Uklanjanje znakova minskog polja značajan je problem, a uklanjanje je posebno izraženo u područjima gdje mještani strahaju da će im minsko sumnjiva područja otjerati turiste. Na mjestu uklonjenih znakova puz nove znakove postavljene su ploče koje su učvrštene kombinacijom kamena i betona. Od 1990-ih od nagaznih mina ozlijeđen je samo jedan turist.
Vlada Republike Hrvatske osnovala je nekoliko tijela kako bi riješila problem prisutnosti mina u Hrvatskoj. Među tim tijela su Ured za razminiranje Vlade Republike Hrvatske i Hrvatski centar za razminiranje. Ured za razminiranje Vlade Republike Hrvatske vladino je tijelo za stručne, analitičke, savjetodavne i druge poslove vezane uz protuminsko djelovanje u Hrvatskoj. Ured za razminiranje Vlade Republike Hrvatske prati rad, aktivnosti i djelovanje Hrvatskog centra za razminiranje. Hrvatski centar za razminiranje tijelo je javnoga sektora koje se bavi definiranjem i potvrđivanjem opasnih područja zagađenih minsko-eksplozivnim sredstvima i neeksplodiranim ubojnim sredstvima, obilježavanjem i/ili ograđivanjem minski sumnjivih područja, izradom dokumentacija, poslovima općeg i tehničkog izvida, razminiranjem građevina i/ili područja, pomoćnim poslovima u razminiranju, pružanju pomoći osobama koje su stradale od ratnih eksploziva, informiranjem i obrazovanjem stanovništva o opasnostima eksploziva iz rata, upravnim i inspekcijskim nadzorom nad provedbom Zakona o protuminskom djelovanju, hitnom intervencijom radi uklanjanja eksploziva iz rata, osiguranjem uvjeta za sigurno pružanje pomoći stradalniku i uvjeta za sigurno obavljanje očevida na mjestu stradavanja.

## Svijest o minama i obrazovanje
Hrvatska je provela programe edukacije o opasnostima od mina s ciljem smanjenja broja osoba koje stradavaju u minskim incidentima. U Hrvatskoj te programe provode Hrvatski Crveni križ, Ministarstvo znanosti, obrazovanja i športa te nekoliko nevladinih organizacija u suradnji s Hrvatskim centrom za razminiranje. Hrvatski centar za razminiranje aktivno podupire nevladine organizacije u razvoju što većeg broja programa. Hrvatski centar za razminiranje također se bavi stupanjem u kontakt s novim nevladinim organizacijama s kojima bi stvarale nove programe. Hrvatski centar za razminiranje održava javno dostupnu internetsku bazu podataka s kartografskim podatcima o lokaciji minsko sumnjivim područjima u Hrvatskoj.
Jedna kampanja o podizanju svijesti o minama koja je uključivala oglašavanje preko plakata, dobila je kritike Ministarstva turizma Republike Hrvatske i Hrvatske turističke zajednice zbog toga što su se plakati nalazili u područjima koji turisti često posjećuju, daleko od minsko sumnjivih poručja. Ministarstvo turizma i Hrvatska turistička zajednica pozdravili su humanitarni aspekt kampanje, no smatrali su da će plakati izazvati negativne reakcije turista. Turistički vodiči Hrvatske uključuju upozorenja o opasnosti koje predstavljaju mine koje se nalaze unutar države. U njima se također nalaze i opći podatci o lokaciji mina.

## Razminiranje
Na kraju Domovinskog rata smatralo se da je oko 13.000 km2 Hrvatske prekriveno minsko sumnjivim područjima. Tijekom Domovinskog rata i nakratko nakon njegovog završetka, razminiranje su obavljali inženjeri Oružanih snaga Republike Hrvatske uz potporu policije i civilne zaštite. Tijekom rata težište u razminiravanju stavljalo se napotrebe izvođenja borbenih operacija i stvaranja osnovnih sigurnosnih uvjeta za kretanje stanovništva na tim područjima. Godine 1996. Hrvatski sabor donio je zakon o razminiranju kojim je osnovan Hrvatski centar za razminiranje. Od ožujka 1996. do prve polovice 1998. plan razminiravanja provodilo je Ministarstvo unutarnjih poslova, a poslove
razminiravanja obavljalo je trgovačko društvo u državnom vlasništvu AKD „MUNGOS” d.o.o U kolovozu 1996. godine osnovan je UN-ov Centar za mine (UNMAC) koji je imao značajnu ulogu u prikupljanju sredstava za razminiravanje, ali i u prikupljanju podataka o miniranosti od svih sudionika ratnih operacija na prostoru Hrvatske.  prikupljanju podataka o miniranosti od svih sudionika ratnih operacija na prostoru Republike Hrvatske. U navedenom razdoblju Vlada Republike Hrvatske osnovala
je Povjerenstvo za pitanje razminiravanja kao savjetodavno tijelo za vođenje i unaprjeđivanje sustav razminiravanja, te je Hrvatska u prosincu 1997. godine 
potpisala Ottawsku konvenciju. Uredbom Vlade Republike Hrvatske od 19. veljače 1998. godine dolazi do osnivanja Hrvatskog centra za mine. Od 1991. godine do početka 1998. godine razminirano je oko 40 km2 Godine 2003. izvršeno je izviđanje i obilježavanje cjelokupnog prostora Hrvatske, te je definirano da je 1174 km2 prostora Hrvatske minski sumnjivo.